# Edifici d'habitatges a la plaça del Pilar, 4 (Igualada)
L'Edifici d'habitatges a la plaça del Pilar, 4 és una obra de Igualada (Anoia) inclosa a l'Inventari del Patrimoni Arquitectònic de Catalunya.

## Descripció
Edifici d'estatge de quatre plantes d'alçada, construït amb pedra arrebossada, on el més destacable són les obertures que té l'edifici en les tres plantes i en el celler superior. A les motllures de les finestres s'hi incorpora un element decoratiu consistent en pedra vermellosa que dona més dinamisme al conjunt. Així com les diferents sanefes amb relleu de pedra i que se situen a la part més alta de l'edifici formant diferents ritmes compositius.